# محمد بن عبدالحق
محمد بن عبدالحق (انگلیسی: Muhammad ibn Abd Al-Haqq؛ ۱۲۰۲ – ۱۲۴۴) سومین رهبر مرینیان مراکش پس از پدرش عبدالحق یکم و برادرش عثمان بن عبدالحق بود.